# Висоцький Володимир Володимирович
Володимир Володимирович Висоцький (нар. 28 травня 1968) — радянський, казахський та український футболіст, воротар.

## Життєпис
Вихованець павлодарської ДЮСШ № 2, перший тренер — В. Андрющенко. У дорослому футболі дебютував 1986 року в складі павлодарського «Трактора» у другій лізі, зіграв в тому сезоні один матч у чемпіонаті — 14 вересня 1986 року проти «Екібастузця» (4:2) вийшов на заміну на 75-й хвилині замість Юрія Ішутина і за час, що залишився пропустив один м'яч. Потім деякий час виступав за «Алгу», а в 1989 році повернувся в Павлодар і провів за місцевий клуб понад 70 матчів у другій лізі.
Після розпаду СРСР продовжував протягом року виступати за «Трактор» у чемпіонаті Казахстану. У 1992 році зіграв 7 матчів у вищій лізі та став зі своїм клубом бронзовим призером чемпіонату.
Навесні 1993 року перейшов в український клуб «Дніпро» (Черкаси). За підсумками сезону 1992/93 року став переможцем другої ліги України, потім протягом двох сезонів виступав у першій лізі. Всього за черкаський клуб зіграв 67 матчів у першості країни.
Подальша доля невідома.